# Upper Coos Railroad
Die Upper Coos Railroad ist eine ehemalige Eisenbahngesellschaft, die sowohl in New Hampshire als auch in Vermont (Vereinigte Staaten) eingetragen war. Sie wurde am 28. August 1883 in New Hampshire und im Oktober 1884 in Vermont gegründet und baute eine normalspurige Strecke von Quebec Junction bis zur Grenze nach Kanada bei Beecher Falls. Die 89 Kilometer lange Bahnstrecke wurde zwischen 1888 und 1891 abschnittsweise fertiggestellt und verlief entlang des Connecticut River, der die Grenze zwischen den beiden Bundesstaaten New Hampshire und Vermont bildet. Der 19,8 Kilometer lange in Vermont gelegene Abschnitt zwischen den beiden Brücken über den Connecticut River bei Guildhall und Brunswick gehörte der am 14. November 1882 gegründeten Coos Valley Railroad, wurde jedoch von Anfang an durch die Upper Coos betrieben. Der Upper Coos Railroad in Vermont gehörte lediglich der etwa 2,5 Kilometer lange Abschnitt von der Flussbrücke bei West Stewartstown bis zur kanadischen Grenze bei Beecher Falls.
Am 1. Mai 1890 pachtete die Maine Central Railroad (MEC) die Upper Coos Railroad für 999 Jahre. Gleichzeitig pachtete die Upper Coos Railroad in New Hampshire ihre gleichnamige Schwestergesellschaft in Vermont sowie die Coos Valley Railroad. Im Januar 1932 erfolgte die endgültige Fusion der MEC mit den beiden Gesellschaften. Heute sind nur noch die Abschnitte Waumbek Junction–Coos Junction und North Stratford–Columbia Bridge in Betrieb.